# 009 RE:CYBORG
『009 RE:CYBORG』（ゼロゼロナイン リ・サイボーグ）は、2012年10月27日に公開された日本のアニメーション映画。キャッチコピーは「終わらせなければ、始まらない。」

## 概要
『攻殻機動隊 S.A.C. SOLID STATE SOCIETY 3D』の神山健治監督による3DCG映画。3D・2D同時公開。
石ノ森章太郎原作『サイボーグ009』とは登場人物などを同じくしているが、2013年というリアルタイムな現代を舞台に新たなシナリオで描かれる。タイトルのREにはリスタートの意味が込められ、本作を出発点に新たなシリーズ展開が考えられていた。
フル3DCG作品でありながら、日本で親しまれているセルアニメ形式で仕上げる初の手法がとられており、2011年10月4日の製作発表イベントにおいて4分半の3D映像が劇場およびインターネット配信された。
全国63スクリーンで公開され、2012年10月27、28日の初日3日間で興収6,981万5,300円、動員4万1,901人になり映画観客動員ランキング（興行通信社調べ）で初登場第8位となった。これは同監督作品『攻殻機動隊 S.A.C. SOLID STATE SOCIETY 3D』と比べ約3倍の土日興収となる。

### 製作の経緯
当初の監督には押井守が予定されており、2010年9月にはCEATEC JAPAN 2010のパナソニックブースで45秒の短編3Dアニメーションのデモ映像が上映された。押井の当初の構想は、天使の化石がおさめられた巨大な塔が東京に建造され、そこに島村ジョーが登っていくというもので、1985年夏に公開が予定されながら頓挫した『押井版ルパン三世』のモチーフの一部が流用されたものだった。しかし、「009と001と003以外の00ナンバーたちは死亡しており、009はアパートに引きこもって、003が犬になった001を連れて世界を旅する」という設定のこの企画は不可能ということで、改めて神山健治が脚本に起用されて島村ジョーを高校生にするアイデアが投入され、2010年9月にプロモーション映像と脚本が同時に完成した。その後、この段階でどうしても58歳のフランソワーズでやりたいと主張した押井が監督を降板。脚本を降りていた神山が監督に就任した。

### 公開に向けて
2011年12月8日、香港で行われたCine-Asiaにて、香港・台湾・韓国・シンガポール・マレーシアの5カ国をはじめアジアで同時公開されることが発表された。
パナソニック社のテレビ・VIERAとタイアップキャンペーンを実施。キャンペーン期間中に特定機種を購入し、諸々の手続きを行うことで、アクトビラの専用ページにて映画公開中（12月からの予定）にテレビで3D版の本作をネット配信形式で視聴することが出来る。

## ストーリー
かつて世界の危機を救ってきたゼロゼロナンバーサイボーグたち9人は、故郷へと帰りそれぞれの人生を送っていた。しかし、2013年の各国で超高層ビルへの爆破テロ事件が連鎖的に発生し、アイザック・ギルモア博士から招集がかかる。007ことグレート・ブリテンは002ことジェット・リンクとバーで密会した後、謎の少女を目撃した後に失踪してしまう。その頃、009こと島村ジョーは3年ごとに記憶をリセットされ、東京で高校生として暮らしていた。
テロの実行犯たちは、「人類は一度やり直さなくてはならない」という謎の「声」を聞いていた。ジョーもその声を聴き、六本木ヒルズに爆破テロを仕掛けようとしていたところ、003ことフランソワーズ・アルヌールと005ことジェロニモ・ジュニアによって記憶を呼び覚まされたため、実行には至らなかった。考古学者となった008ことピュンマは人類の起原を探っていたところ、天使の化石を発掘するが、グレート同様謎の少女を見かけた後に失踪する。
ギルモア財団に合流したジョーとフランソワーズ、ジェロニモは、001ことイワン・ウイスキーとギルモアから現在の状況を説明される。サムエル・キャピタル社（SC社）を頂点とする巨大軍需複合体が、死体を使ったサイボーグ兵士の開発など様々な非合法活動を行っているという。不安定な政情によって生まれる武器輸出による巨額の利益や覇権のため、SC社を後押しするアメリカの陰謀ではないかとギルモアは考えていた。しかし、ジョーは自爆テロの真相は「彼の声」を聞いたからではないかと反論する。ギルモア財団と袂を分かち、アメリカ国家安全保障局 (NSA) に身を置いていたジェットも自爆テロ事件の真相を追うが、まもなくアメリカ軍の中からも「彼の声」を聞いたとされる兵士が現れ、爆撃機を操りドバイへ核攻撃を行う。ジョーとジェットは核攻撃を阻止しようとするが失敗。ジェットはアメリカに戻ると、SC社へ詰めかけ、SC社が「彼の声」に従って人類をやり直すべく爆破テロを後押ししてきたことを知るのだった。
アメリカ政府はドバイへの核攻撃を行った犯人として、ギルモア財団とゼロゼロナンバーサイボーグたち9人を抹殺しようと動く。大量のサイボーグ兵士ラザロの襲撃に、004ことアルベルト・ハインリヒ、006こと張々湖、ジェロニモはギルモア財団を守るべく戦うが、数の暴力に押し切られようとしていた。アメリカ海軍の原子力潜水艦も、「彼の声に従って世界をやり直す」という通信を最後に消息を絶つ。ゼロゼロナンバーサイボーグたち9人は、世界への核攻撃を防ぐべく再集結し、「人類はやり直すべき」という神の声に抗って戦う。

## 登場人物

### ゼロゼロナンバーサイボーグ
009：島村ジョー（しまむら ジョー）
声 - 宮野真守
本作の主人公。ゼロゼロナンバーサイボーグの開発過程で培われた技術が活かされた万能型。加速装置が装備されている。27年前から物語開始時まで、ギルモア博士によって日本の高校生として3年間過ごした後、記憶がリセットされ再び高校生として過ごす日々を延々と送らされ続けている。六本木ヒルズのマンションで暮らしていた。
漫画版では、完全サイボーグである009の肉体は成長することがなく、本来ならば定期的に成長した身体に造りかえるべきであるが、ギルモア財団の予算不足からそれが適わず、成長しない身体が精神的な負担になることが予測されたため、3年ごとに記憶をリセットし高校生活を送るようにしたとされる。
009の象徴とも言える「加速装置」に関しては、ジョーの覚醒を促すジェロニモの攻撃を回避した際や、ドバイで炸裂した核爆発から「走って逃げる」と言ったシーンにおいて表現されている。
001：イワン・ウィスキー
声 - 玉川砂記子
生年月日不明。頭脳改造手術により脳細胞が異常発達を遂げており、そのためテレポーテーションやサイコキネシスなどの超能力を使うことが可能となっている。
002：ジェット・リンク
声 - 小野大輔
脚部に可変式飛行ユニットが埋め込まれており、単体での飛行が可能。アメリカ国家安全保障局所属。高速飛行時には背中よりロケットブースターが噴出し、単独で成層圏への飛行も可能である。
「専守防衛」を旨とする日本人である009がリーダーとなることに異議を唱え、ギルモア財団と袂を別つ。
003：フランソワーズ・アルヌール
声 - 斎藤千和
聴覚と視覚が強化されている索敵型のサイボーグ。フランス国家諜報員。ネットワーク接続装置ダイブギアでネットにダイブ出来る。
004：アルベルト・ハインリヒ
声 - 大川透
戦闘に特化され全身に武器を備えている。ドイツGSG-9教官。体の全ての武器、弾薬が旧式のワンオフパーツのため、稼働、運用費用削減の目的もあって、普段は第一線を退くことを余儀なくされている。
005：ジェロニモ・ジュニア
声 - 丹沢晃之
100万馬力のパワーと砲弾にも耐えうる強固な皮膚を持つ。アメリカ自然保護区の活動家。
006：張々湖（ちゃん ちゃんこ）
声 - 増岡太郎
口から高熱火炎放射が可能。全世界に中華料理チェーン「張々湖」を展開する企業家であり大富豪。なおギルモア博士とはチェーン名の登録商標をめぐる訴訟トラブルがあったが、それと同時にギルモア財団への多額の寄付金を送っているために関係は複雑なものとなっている。本人曰く「無問題（モウマンタイ）」。
007：グレート・ブリテン
声 - 吉野裕行
体の形状や色を自由に変更できる。MI6での活動や舞台俳優の過去もある。
008：ピュンマ
声 - 杉山紀彰
水中での活動能力が強化されている。考古学者。アフリカ大地溝帯で発掘調査を行っているときに「天使」の化石を発見した。

### ゼロゼロナンバーサイボーグ関係者
ギルモア博士
声 - 勝部演之
ゼロゼロナンバーの面々に改造手術を施した科学者。経年によって容姿の変わらないサイボーグを社会から隠すため、冷戦終結後からの27年間は、3年に1度009（ジョー）の記憶をリセットし高校生としての生活を繰り返させていた。
現在はギルモア財団の理事長。なお財団創設時に00ナンバーサイボーグのリーダーを009としたため、002は「専守防衛」しか考えない日本人がアメリカ人を指揮することが許せず、ギルモアと袂を分かつ。
トモエ
声 - 斎藤千和
ジョーが高校生として生活する間のガールフレンド。
演出上はトモエの姿だけガラスに反射してない、「世界同時多発テロ事件」を受けて、六本木ヒルズの正面ゲート前で行われていた持ち物検査の際に、彼女が検査を受ける描写が無いなど、幻想による存在であることが暗示されている。また、フランソワーズと同一内容のセリフが有り、本編のテーマとして無意識を扱っている事から集団無意識に対するジョーの意識の一つの象徴となっている存在。
監督である神山は「傍にいられない自分(003)の代わりに、009の脳にプログラムしたAR」とインタビューで答えている。
漫画版には登場せず、物語後半の009と会話するシーンでは003に置き換えられている。

### その他
サムエル・クライン
声 - 立花慎之介
サムエル・キャピタル社の社長。
サムエル・クラインもまた「彼の声」を聴き、世界秩序の破壊と人類をやり直すために行動していた。
少女
金髪碧眼で白いワンピースを着た少女（正確な性別は不明）。
ニューヨークで007の前に、イスタンブールで008の前に現れ、その直後に007と008は失踪する。
ペンタゴンでラザロに攻撃を受けた002の前にも現れたが、監視カメラ映像には映っていなかった。

## 用語
ラザロ
アメリカ軍による無人兵器思想の元で開発された、戦死した兵士を利用したサイボーグ兵。
サムエル・キャピタル社
アメリカ議会ともつながりがある軍産複合体、投資ファンド系親会社。イスラエルからの出資や退役軍人の天下り先としても機能している。世界の秩序を安定させないことで軍産複合体としての莫大の利益を得ることを（表向きの）目的とし、経済的苦境にあったアメリカ議会がその思惑に乗り、サムエル・キャピタル社が行う非合法な事業（爆破テロによる瓦礫は重要な証拠物件であるにもかかわらず、早々に中国に輸出される等）に対し、議会が次々と承諾をしていった。
ギルモア博士は、サムエル・キャピタル社がラザロを用いた自爆テロを自作自演し、新たな形で世界戦争を継続化し、「兵器」と「安全保障」の売り込みを行うとしていると推測した。しかし、上述のサムエル・クライン社長の項にあるよう、この推測は誤りであり、「彼の声」に従い、世界秩序の破壊と人類をやり直すことを真の目的としている。
「彼の声」
007が連続爆破テロ事件の捜査中に入手した唯一の共通項目。複数の爆破テロ事件実行犯から「彼の声に従ってテロを行った」という発言を得ている。
物語冒頭で、009も「彼の声」に従い六本木ヒルズの爆破を行おうとしていた。
失踪した008は「彼」とは神であり、神とは人間一人ひとりの脳の奥に存在するものではないかとの推測を残している。

## スタッフ
- 原作 - 石ノ森章太郎[14]
- 脚本・監督 - 神山健治[14]
- 音楽 - 川井憲次[14]
- キャラクターデザイナー - 麻生我等[14]
- 絵コンテ - 青木康浩[14]、林祐一郎[14]
- モデリング&アニメーション・ディレクター - 鈴木大介
- 演出 - 柿本広大[14]
- リードアニメーター - 植高正典、小川実希
- 美術設定 - 渡部隆、滝口比呂志、堀元宣
- 2Dレイアウト - 佐古宗一郎、青木康浩、林祐一郎、堀元宣
- プロップデザイナー - 常木志伸、石本剛啓
- メカニックデザイナー - 荒牧伸志、臼井伸二
- 美術監督 - 竹田悠介[14]
- 色彩設計 - 片山由美子[14]
- 撮影監督 - 上薗隆浩[14]
- 編集 - 佐藤敦紀
- サウンドデザイナー - トム・マイヤーズ[14]
- ラインディレクター - 上薗隆浩、川端玲奈[14]
- アニメーション・プロデューサー - 松浦裕暁
- 製作総指揮 - 石川光久、紀伊宗之
- プロデューサー - 石井朋彦[14]
- 制作 - Production I.G[14]、サンジゲン[14]
- 配給 - Production I.G、ティ・ジョイ
- 製作 - 「009 RE:CYBORG」製作委員会（Production I.G、ティ・ジョイ、アマゾンラテルナ、バップ、日本テレビ放送網、石森プロ）

## コラボCM
正社員サイボーグ003
今作とのコラボCMとして人材派遣『スタッフサービス』のアニメCM「正社員サイボーグ003」が製作されている。特設サイトのほか劇場CM（シネアド）でも公開。
「間違ったがんばり方1」編では、その聴覚を生かしテキパキと電話対応するものの、部長の浮気まで社員たちの前で応対してしまう。「間違ったがんばり方2」編では、部長の不満を言いつつ廊下を歩いていた課長が部長と遭遇しそうになり、即座に課長を気絶させてしまう。
PEPSI NEX×009 RE:CYBORG
ペプシネックスとの劇場内コラボCMとして3D映画CMが制作。世界観も映画を踏まえ神山健治監督が制作している。
2011年夏に上映された第一弾「加速装置」篇は003から009が加速装置でペプシネックスを取り上げるエピソードで、この時点ではまだ映画化発表前であった。第二弾「スカイダイブ」篇は2012年3月16日より上映され、今度は009と002がダイブしながらペプシネックスを奪い合う。全員が登場する第三弾「RE:CYBORG」篇は公開にあわせて配信された。
その他、パナソニックのテレビブランド「VIERA」とのコラボレーションキャンペーンも実施。

## 漫画
『月刊ビッグガンガン』2012年Vol.06から2015年Vol.10まで麻生我等による漫画版が連載されていた。コミックスはビッグガンガンコミックスより全6巻。
1. 表紙画:009 2012年10月25日発売、ISBN 978-4-7575-3746-0
2. 表紙画:002 2013年5月22日発売、ISBN 978-4-7575-3950-1
3. 表紙画:003 2013年12月25日発売、ISBN 978-4-7575-4189-4
4. 表紙画:004と006 2014年7月25日発売、ISBN 978-4-7575-4369-0
5. 表紙画:001と005 2015年3月25日発売、ISBN 978-4-7575-4596-0
6. 表紙画:007と008 2015年11月25日発売、ISBN 978-4-7575-4810-7

## ノベライズ
神山健治、福島直浩共著によるノベライズが月刊ニュータイプに連載され、書下ろし分と合わせて角川書店より単行本として発売されている。全1巻。
- 009 RE:CYBORG （角川書店） 2012年11月9日発売、ISBN 978-4-04-110328-9

## Blu-ray / DVD
2013年5月22日発売。発売・販売元はバップ。
- 009 RE:CYBORG DVD通常版（1枚組）
  - 本編：2D版本編を収録
  - 映像特典
    - 「009 RE:CYBORG スペシャルプロローグ」
    - 製作発表会PV
    - 特報・劇場予告編集

  - 音声特典
    - オーディオコメンタリー映像編（監督：神山健治×アニメーション・ディレクター：鈴木大介×司会：桑島龍一）
    - オーディオコメンタリー音響編（音楽：川井憲次×監督：神山健治×司会：桑島龍一）

  - 通常版ブックレット (23P) 一体型デジパック仕様
- 009 RE:CYBORG Blu-ray通常版（1枚組）
  - 本編：2D版本編を収録
  - 映像・音声・その他特典：DVD通常版と同様
- 009 RE:CYBORG Blu-ray BOX 豪華版（3枚組）
  - ディスク1：本編Blu-ray（2D版・通常版と同様）
  - ディスク2：本編Blu-ray 3D
    - 本編：3D版本編を収録
    - 映像特典
      - ペプシネックス 劇場CM（加速装置編 / スカイダイブ編）
      - 製作発表会PV
      - 特報1
      - パナソニック 3D体験コーナーPV

  - ディスク3：特典Blu-ray
    - メイキング
      - 神山監督ロングインタビュー
      - RE:ANIMATION 革新的アニメーション技法
      - RE:SOUND 009 一流のサウンド世界（川井憲次編 / 米国SKYWALKER SOUND編）

    - 舞台挨拶
      - 2012.10．13 世界最速試写会@ワーナーマイカルシネマズ石巻（現：イオンシネマ石巻）
      - 2012.10．19 プレミアム上映会@TOHOシネマズ六本木ヒルズ&新宿バルト9
      - 2012．10.27 初日舞台挨拶@新宿バルト9

    - CM・タイアップ
      - ペプシネックス 劇場CM（加速装置編 / スカイダイブ編 / RE:CYBORG編）
      - スタッフサービス WebCM「正社員サイボーグ003」（電話編 / はちあわせ編）
      - NTV「ZIP!」ジングル（001〜009編・特別編）
      - TVスポット集
      - 劇場マナーCM

  - 封入特典
    - 描き下ろしコミック「サイボーグ009 旅立ち編 〜Setting off〜」 (56P)
    - メイキングブック1「009 RE:ANIMATION」 (112P)
    - メイキングブック2「009 RE:CREATION」 (32P)

  - 特製アウターケース付きデジパック仕様

## パチンコ
- CR009 RE:CYBORG（2014年、ニューギン）
  - 演出の一部で、Production I.Gにより本機のために新たに作られたオリジナル映像が見られる。
- P009 RE:CYBORG ACCELERATOR EDITION[22]（2021年11月、ニューギン）

## 備考
- 本作が公開された2012年は、『サイボーグ009 神々との戦い』の舞台となる年代となっている。